# Církev víry
Církev víry, Církev víry Milost a dříve Křesťanské společenství Milost (na Slovensku dodnes KS Milost) je letniční, neocharismatické hnutí v České republice.
Církev víry je evangelikální církví neocharismatického typu, která se ve své teologii i církevní praxi orientuje především podle dvou výrazných osobností Hnutí Víry: banskobystrického pastora Jaroslava Kříže a budapešťského pastora Sándora Németha. Roku 2012 byla Církev víry registrována Ministerstvem kultury ČR (bez tzv. zvláštních práv).  Podle jiných zdrojů byla registrována roku 2014.

## Historie Křesťanských společenství na Slovensku
Počátky Církve víry jsou spojeny se změnou orientace některých českých, původně charismatických křesťanů (viz Církev Křesťanská společenství) na neocharismatické hnutí a v něm na pastory Jaroslava Kříže (*1955) a Sándora Németha (*1950).
Jaroslav Kříž je starší pastor sboru Křesťanské společenství Milost v Banské Bystrici na Slovensku a vůdčí osobnost Křesťanských společenství Slovenska. Tento svazek sborů má stejně jako česká Církev Křesťanská společenství kořeny sahající do socialistického Československa. Jedním z účastníků Charismatické konference, kterou roku 1988 v Praze zorganizovali charismatičtí křesťané soustředění kolem evangelického vikáře Dana Drápala (*1949), byl i slovenský katolík Gabriel Minárik (1934–2013). Konference pro něj znamenala zásadní životní zlom: po návratu z Prahy se rozešel s římskokatolickou církví a pod vlivem charismatických a neocharismatických duchovních učitelů shromáždil v Popradu společenství Nový život v Kristu. Oficiálně vzniklo jako občanské sdružení roku 1990 a následujícího roku se stalo součástí československého svazku nezávislých sborů s názvem Křesťanská společenství. Díky Minárikově aktivitě začala vznikat společenství i v dalších slovenských městech. Po rozdělení Československa roku 1993 se tyto nové sbory spojily do občanského sdružení Křesťanská společenství Slovenska.
Současně se změnou organizace slovenských charismatických sborů docházelo k jejich stále zřetelnějšímu příklonu k neocharismatickému hnutí víry. Tento příklon dokládají také překlady knih a misijních brožurek a hlavně návštěvy známých kazatelů hnutí víry, které slovenští představitelé Křesťanských společenství zvali nezávisle na českých. Tak se na Slovensku konala řada akcí, na jejichž základě se vytvořil profil tamního neocharsimatického hnutí: patrně nejvýznamnější byly jednak hromadné evangelizace, například s australským misionářem Stevem Ryderem (*1937) roku 1990 nebo s keňsko-americkým misionářem Maheshem Chavdou (*1940) roku 1991, jednak letní biblické školy, například s německým pastorem Wolfhardtem Margiesem (*1938) a jeho spolupracovníky v roce 1992. V těchto formativních letech se Gabriel Minárik rozhodl pro nejtěsnější spolupráci se Sándorem Némethem, pastorem budapešťského Sboru víry. Minárik se s Némethem osobně seznámil a na letní biblickou školu roku 1993 pozval k přednáškám učitele ze Sboru víry. Velmi blízký vztah Křesťanských společenství Slovenska ke Sboru víry v Budapešti trvá dodnes.
Nejbližšího slovenského spolupracovníka našel Gabriel Minárik v Jaroslavu Křížovi, pastoru Křesťanského společenství Milost v Banské Bystrici. Jaroslav Kříž vyrůstal v Jihlavě a stal se úspěšným reprezentantem Československa v judu; po konverzi ke křesťanství roku 1984 byl ovšem přinucen zcela změnit způsob života. V době změny společenských poměrů roku 1989 pracoval v kotelně v Banské Bystrici a byl členem tamního sboru Bratrské jednoty baptistů. Ve svobodných poměrech si Jaroslav Kříž osvojil charismatický způsob zbožnosti, spolu s několika dalšími členy sboru opustil baptistickou církev a po čase založil společenství Milost. Roku 1992 se poprvé setkal s Gabrielem Minárikem a roku 1995 s ním navštívil Sbor víry v Budapešti. Tento sbor a jeho pastor Sándor Németh se stali pro Jaroslava Kříže vzorem. Banskobystrické společenství se začalo od roku 1995 orientovat neocharismaticky, rychle rostlo a podnítilo vznik dalších podobných společenství na Slovensku. Jeho úspěch přispěl k tomu, že Jaroslav Kříž postupně nahradil Gabriela Minárika (s jeho souhlasem) v roli vedoucí duchovní autority ve slovenských Křesťanských společenstvích.
Současně s růstem počtu členů i významu banskobystrického sboru se ale proti sboru i jeho pastoru Křížovi zformovala opozice v jiných církvích, na úřadech, mezi občanskými aktivisty i v dalších segmentech veřejnosti. Pokus registrovat Církev Křesťanská společenství Slovenska u ministerstva kultury v roce 2007 byl neúspěšný, a to kvůli údajnému rozporu působení církve se zásadami lidskosti a snášenlivosti, kvůli údajnému ohrožení občanských práv a kvůli ochraně zdraví. Právní bitva mezi církví a slovenskými úřady o registraci společenství jako církve stále trvá. Vliv pastora Jaroslava Kříže a Křesťanského společenství Milost, stejně jako vliv pastora Sándora Németha a Sboru víry se projevuje i mezi některými českými neocharismatickými křesťany. Nejvíce je patrný právě u české Církve víry, která se k pastoru Křížovi výslovně hlásí a tento vztah naznačuje i alternativním názvem Církev víry Milost.

## Církev víry v českých zemích
Počátky české Církve víry jsou spjaty s krizí ve sboru Křesťanského společenství Prostějov. Vedle problémů s tamním pastorem, které roku 2000 vedly k jeho odvolání, začali někteří členové sboru již nejméně o tři roky dříve se znepokojením vnímat, že jejich mateřský svazek samostatných sborů s názvem Křesťanská společenství nepřijímá podněty neocharismatického hnutí tak vstřícně, jak by si představovali. Toto vnímání, které ostatně sdíleli s křesťany v několika dalších Křesťanských společenstvích (např. v Příbrami), vycházelo z postupného posilování charismatických důrazů a zároveň oslabování důrazů neocharismatických u většiny českých Křesťanských společenství v letech kolem přelomu tisíciletí. Směřování českých Křesťanských společenství tak bylo zcela opačné k vývoji ve slovenských Křesťanských společenstvích, která – především díky vlivu Gabriela Minárika – přijala neocharismatické důrazy bezvýhradně.
Část prostějovského Křesťanského společenství nespokojená s oslabováním neocharismatických důrazů byla v kontaktu se slovenskými Křesťanskými společenstvími už od roku 1997. Její vedoucí osobnost, Radomír Hasa (*1959), byl roku 2002 ustanoven pastorem Křesťanského společenství Prostějov a pod jeho vedením byla krize v prostějovském sboru vystřídána obdobím růstu a misijní expanze. Na výzvu Radomíra Hasy a s podporou Křesťanského společenství Milost v Banské Bystrici a jeho pastora Jaroslava Kříže přišel ještě roku 2002 slovenský misionář Martin Mazúch (*1975) do Olomouce. Společenství, které tam kolem něho vznikalo, bylo původně misijní skupinou prostějovského sboru, ale roku 2005 se osamostatnilo a Martin Mazúch byl ustanoven pastorem. Tento samostatný sbor byl roku 2006 přijat do svazku Křesťanských společenství. Již brzy po tomto přijetí se ovšem ukazovalo, že sbory v Prostějově i Olomouci jsou české Církvi Křesťanská společenství teologicky i organizačně vzdáleny. Roku 2011 byly proto nakonec kolegiem pastorů této církve formálně vyloučeny (ve skutečnosti k odchodu sborů došlo po vzájemné dohodě). Hlavním důvodem rozchodu bylo to, že autoritou pro oba pastory byl Jaroslav Kříž a nikoli vedení české církve.
V době svého vyloučení spravoval olomoucký sbor misijní skupinu v Praze (od roku 2005) a v Pelhřimově (od roku 2006, tehdy se ovšem skupina scházela v Nové Cerekvi). K pražskému společenství se roku 2009 připojila skupina v Ústí nad Labem, jejíž jádro tvořili bývalí členové tamního sboru Nový život. Prostějovský sbor založil roku 2003 misijní skupinu v Brně (se sídlem v Kuřimi) a roku 2005 v Hradci Králové. Díky dalšímu misionáři Róbertu Štepánovi (*1977) z Banské Bystrice vznikl roku 2009 sbor v Plzni. Jaroslav Kříž inspiroval skupinu, která byla původně součástí sboru Cesta života, k založení sboru Naděje v Českých Budějovicích roku 2011. Roku 2010 začala vznikat i misijní skupina v Ostravě. Podobně jako v Českých Budějovicích nastalo rozdělení také v Hodoníně: tamní skupina, orientovaná na pastora Kříže, vznikla odchodem z Křesťanského společenství roku 2009. Pastor Jaroslav Kříž tyto sbory či misijní skupiny rovněž povzbudil k podání žádosti Ministerstvu kultury České republiky o registraci pod názvem Církev víry. Žádost z října 2011 byla kladně vyřízena v květnu 2012. V té době Církev víry působila ve výše uvedených jedenácti městech a v několika dalších zakládala misijní stanice, například v Třinci. Velikost jednotlivých společenství Církve víry je různá: zatímco prostějovský sbor má více než sto členů, obvyklý je spíše počet členů v řádu desítek (podle stanov sbor musí mít nejméně 30 členů).

## Religionistická charakteristika Církve víry
Církev víry můžeme považovat za typickou představitelku neocharismatického hnutí; sama se výslovně hlásí k učení Dereka Prince a Kennetha Hagina a ke spolupráci s řadou dalších neocharismatických učitelů, především učitelů hnutí víry. Jednotlivé sbory této církve spojuje přesvědčení, že pastor Jaroslav Kříž je pro ně podle Ef 4, 11–12 „darem služebnosti“ či „služebním darem“ (v církvi je tento slovakismus užíván ve významu „služebný dar“). Z tohoto přesvědčení o pastoru Křížovi vyplývá snaha pomoci mu při uskutečňování jeho vize, která je v souladu s vizí hlavní osobnosti maďarského neocharismatického hnutí, pastora Sándora Nemétha. Z této vize vyplývá také velkorysý misijní plán, který má Církev víry pro českou společnost.
Ve srovnání s neocharismatickými sbory a svazky sborů (zvláště s těmi českými) dává Církev víry po vzoru Křesťanských společenství na Slovensku větší důraz na očekávání druhého příchodu Krista. Vytržení křesťanů na nebesa, k němuž má dojít před Kristovým příchodem, je v Církvi víry očekáváno v řádu desítek let. Někteří pastoři se přitom snaží vypočíst přesné časové určení této události, třeba v návaznosti na takzvaný křesťanský sionismus, společný v podstatě všem pentekostalistům. Nejde však o všeobecně přijímanou představu a názorové rozdíly v této věci nevedou k rozmíškám. Obecně platí, že v Církvi víry jsou hojně komentovány a vykládány aktuální politické a společenské událostí z hlediska blížícího se Kristova druhého příchodu. Víra ve vytržení také motivuje Církev víry podobně jako slovenská Křesťanská společenství k intenzivní misii a k naplňování misijního plánu, neboť těsně před vytržením křesťanů má na Zemi dojít k velkému probuzení. Také nauka o démonech se v Církvi víry zdá být propracovanější než v jiných neocharismatických společenstvích a mobilizace k „duchovnímu boji“ naléhavější. S duchovním bojem souvisí i naděje (obvyklá především v neocharismatickém hnutí nové apoštolské reformace) na ovlivňování celé společnosti křesťany. Pastoři proto vyzývají členy Církve víry ke společenské angažovanosti a ke snaze získat ekonomický a politický vliv ve společnosti. Podobně jako u jiných společenství neocharismatického hnutí jsou i bohoslužby Církve víry dynamické: obsahují specifický hudební žánr takzvaných chval, kázání se silným motivačním důrazem i projevy nadpřirozených božích darů (charismat), především modlitby v neznámých jazycích, proroctví a uzdravování.
Snad pod vlivem napjatého vztahu až nepřátelství mezi slovenskými Křesťanskými společenstvími na jedné straně a slovenskými státními úřady a římskokatolickou církví na straně druhé je i v české Církvi víry patrné ještě silnější odmítání jiných křesťanských církví a styků s nimi, než je v neocharismatickém hnutí obvyklé. Pastor Kříž i jeho čeští následovníci výslovně zavrhují ekumenismus a často ve svých promluvách ostře kritizují římskokatolickou církev.

## Organizace církve
Církev je tvořena formálně samostatnými místními sbory, které vede pastor. Zásadní je však přijetí osobní autority pastora Jaroslava Kříže („daru služebnosti“) a jeho spolupracovníků. Od Jaroslava Kříže a dnes již i dalších duchovních Církve víry je odvozena autorita pastorů v jednotlivých sborech. Nejvyšším orgánem církve je kolegium pastorů a zástupců misijních skupin. Pastoři mají právo přijímat i vylučovat členy, disponovat majetkem sboru a případně povolávat starší sboru jako svou pomoc a podporu. Proti vyloučení se členové mohou odvolat ke kolegiu pastorů. Kolegium také povolává a odvolává pastory a vedoucí misijních skupin, volí ze svého středu předsedu, který spolu s místopředsedy reprezentuje církev navenek, rozhoduje o majetku církve, zřizuje i ruší sbory a misijní skupiny a podobně. Církevní provoz je financován z příspěvků členů a darů, včetně zahraničních.

### Církevní sbory
| 2014 | 11 |
| ---- | -- |
| 2020 | 23 |

### Počet věřících
Sčítání lidu členy Církve víry dosud neevidovalo, podle vnitrocírkevních údajů z roku 2013 je v současnosti členy církve 730 osob.